# Jim Cannon
James Cannon (ur. 2 października 1953 w Glasgow, Szkocja) – piłkarz występujący na pozycji środkowego obrońcy przez całą profesjonalną karierę związany z Crystal Palace.
W barwach Crystal Palace rozegrał 571 ligowych spotkań, co do dziś pozostaje klubowym rekordem.